# Kenny De Ketele
Kenny De Ketele (Oudenaarde, 5 de juny de 1985) és un ciclista belga, que va ser professional del 2007 al 2021. Va acabar la carrera amb l'equip Sport Vlaanderen-Baloise.
Els seus principals successos va obtenir en cursos en pista, als quals ha obtingut cinc medalles als Campionats del món, de les qual una d'or. També ha obtingut bons resultats en proves de sis dies.
El 2025, després de la seva carrera ciclista va obrir un negoci de menjar per emportar a Deinze.

## Palmarès
- 2004
  -  Campió d'Europa sub-23 en Madison (amb Iljo Keisse)
  -  Campió de Bèlgica en Kilòmetre
  -  Campió de Bèlgica en Persecució
- 2006
  -  Campió d'Europa sub-23 en Madison (amb Steve Schets)
  -  Campió de Bèlgica en Kilòmetre
  -  Campió de Bèlgica en Persecució per equips (amb Tim Mertens, Ingmar De Poortere i Steve Schets)
- 2007
  -  Campió d'Europa sub-23 en Puntuació
  -  Campió de Bèlgica en Madison (amb Iljo Keisse)
  -  Campió de Bèlgica en Derny
  -  Campió de Bèlgica en Kilòmetre
  -  Campió de Bèlgica en Òmnium
  -  Campió de Bèlgica en Persecució per equips (amb Tim Mertens, Ingmar De Poortere i Dominique Cornu)
- 2008
  -  Campió d'Europa de Madison (amb Iljo Keisse)
  -  Campió de Bèlgica en Madison (amb Iljo Keisse)
  -  Campió de Bèlgica en Derny
  -  Campió de Bèlgica en Persecució
- 2009
  -  Campió d'Europa de Derny
  -  Campió de Bèlgica en Derny
  - 1r als Sis dies de Hasselt (amb Bruno Risi)
- 2010
  -  Campió de Bèlgica en Persecució per equips (amb Jonathan Dufrasne, Ingmar De Poortere i Steve Schets)
- 2011
  -  Campió d'Europa en Madison (amb Iljo Keisse)
  - 1r als Sis dies de Gant (amb Robert Bartko)
- 2012
  -  Campió del món de Madison (amb Gijs Van Hoecke)
  -  Campió de Bèlgica en Madison (amb Tim Mertens)
  -  Campió d'Austràlia en Madison (amb Leigh Howard)
  - 1r als Sis dies de Grenoble (amb Iljo Keisse)
  - 1r als Sis dies de Zuric (amb Gijs Van Hoecke)
- 2013
  -  Campió d'Austràlia en Madison (amb Leif Lampater)
  - 1r als Sis dies d'Amsterdam (amb Gijs Van Hoecke)
- 2014
  -  Campió de Bèlgica en Madison (amb Jasper De Buyst)
  - 1r als Sis dies de Berlín (amb Andreas Müller)
  - 1r als Sis dies de Gant (amb Jasper De Buyst)
- 2015
  -  Campió d'Europa de Derny
  -  Campió de Bèlgica en Madison (amb Jasper De Buyst)
  - 1r als Sis dies de Londres (amb Moreno De Pauw)
- 2016
  -  Campió de Bèlgica en Madison (amb Moreno De Pauw)
  - 1r als Sis dies de Bremen (amb Christian Grasmann)
  - 1r als Sis dies de Berlín (amb Moreno De Pauw)
  - 1r als Sis dies de Londres (amb Moreno De Pauw)
  - 1r als Sis dies d'Amsterdam (amb Moreno De Pauw)
- 2017
  - 1r als Sis dies de Gant (amb Moreno De Pauw)

### Resultats a la Copa del Món
- 2007-2008
  - 1r a Los Angeles
- 2009-2010
  - 1r a Manchester
- 2016-2017
  - 1r a Apeldoorn
- 2017-2018
  - 1r a Milton